# 西北鎮區 (阿肯色州斯通縣)
西北鎮區（英語：Northwest Township）是位於美國阿肯色州斯通縣的一個行政鎮區。

## 地方資料
西北鎮區的面積為146.85平方千米，當中陸地面積為146.83平方千米，而水域面積為0.02平方千米。根據2010年美國人口普查的數據，當地共有人口438人，而人口密度為每平方千米2.98人。